# Lyda Southard
Lyda Southard (16 de outubro de 1892, 5 de fevereiro de 1958) foi uma serial killer. Ela foi suspeita de matar seu cunhado, quatro maridos e uma filha, mas só foi condenada por matar seu quarto marido, Edward Meyer.

## Biografia
Lyda Anna Mae Trueblood nasceu 16 de outubro de 1892 em Keytesville, Missouri  A família mudou-se para Trueblood,  Twin Falls, Idaho em 1906.
Lyda casou-se com  Robert Dooley em 17 de março de 1912. O casal morava com o cunhado Ed Dooley em um rancho em Twin Falls e tiveram  uma filha, Lorraine, em 1914. Ed Dooley morreu em agosto de 1915; a causa da morte foi identificada como   envenenamento por ptomaína. Robert Dooley posteriormente adoeceu e morreu de febre tifóide em 12 de outubro de 1915.
Ela se casou com William G. McHaffle em junho de 1917. Pouco depois, a filha de Lyda de três anos adoeceu e morreu, levando os McHaffles para Montana.  Um ano depois, McHaffle ficou doente de repente, tendo pensado ser uma gripe;  ele morreu em Montana em 1 de outubro de 1918. O atestado de óbito determinou a causa da morte como gripe e difteria.
Em março de 1919, Lydia casou-se com Harlen C. Lewis e se estabeleceu em Billings , Montana. Ele adoeceu e morreu por outra "crise gripal ", em Julho de 1919. Lyda casou-se pela quarta vez em Pocatello, Idaho, com  Edward F. Meyer em agosto de 1920. Ele misteriosamente adoeceu de febre tifóide e morreu em 7 de setembro de 1920.
O químico de Twin Falls,  Earl Dooley, que era parente do primeiro marido de Lyda, começou a estudar as mortes em torno dela. Juntamente com um médico e outro químico, ele logo descobriu que Ed e Bob Dooley foram assassinados por envenenamento por arsênico. O procurador de  Twin Falls County Frank Stephan começou uma investigação e começou a exumação dos corpos de três dos maridos de  Lyda, de sua filha Lyda de 3 anos de idade, e do seu  cunhado. Stephan descobriu que alguns dos corpos continham vestígios de arsênico, enquanto que outros eram suspeitos de envenenamento por arsênico pela forma como os corpos estavam  preservados; e encontrou o motivo nos registros da Companhia de Seguros Vida da Idaho State Boise.  Todos os 4 dos maridos de Lyda tinham realizado um seguro de vida onde ela estava listada como beneficiária. Lyda Trueblood  havia coletado mais de 7.000 dólares ao longo dos anos na morte de seus três primeiros maridos. 
Ela foi encontrada por policiais em Honolulu, casada pela quinta vez com um  suboficial da Marinha chamado Paul Southard. Após extradição para Idaho, ela foi denunciada em 11 de junho de 1921  Após um julgamento de seis semanas, ela foi condenada por assassinato em segundo grau e condenado a 10 anos de prisão na Penitenciária do Estado de Idaho . 
Ela escapou da prisão em 4 de maio de 1931 e assumiu residência em Denver, Colorado como uma governanta na casa de Harry Whitlock, um homem com quem ela se casou em março de 1932, mas que logo presenciou sua prisão, em Topeka, Kansas em 31 de julho de 1932  Ela voltou para a penitenciária em agosto de 1932. Acabou por receber liberdade condicional em outubro de 1941,  e recebeu um perdão do Estado em 1942.

### Casamento e filhos
Ela foi casada sete vezes:
1. Robert Dooley (17 de março de 1912-12 de outubro de 1915)
2. William G. McHaffle (junho de 1917-1 de outubro de 1918)
3. Harlen C. Lewis (Março de 1919-julho 1919)
4. Edward F. Meyer (agosto 1920- 7 de setembro de 1920)
5. Paul V. Southard (?, Divorciada)
6. Harry Whitlock (Março de 1932 -?, Divorciada)
7. Hal Shaw (possivelmente divorciada)

Lyda deu à luz uma filha, Lorraine Dooley, em 1914; ela morreu em 1917.

### Morte e depois
Tempos depois, agora conhecida como Anna Shaw, morreu de ataque cardíaco em 5 de fevereiro de 1958 em Salt Lake City, Utah. Seu corpo foi enterrado em Sunset Memorial Park, em Twin Falls, Idaho.

## Livros
- Anderson, William C. Lady Bluebeard:The True Story of Love and Marriage, Death and Flypaper (Fred Pruett Books, 1994)